# Comuna Șendreni, Galați
Șendreni este o comună în județul Galați, Moldova, România, formată din satele Movileni, Șendreni (reședința) și Șerbeștii Vechi.
Conform recensământului din 2011, comuna Șendreni are o populație de 3641 de locuitori.

## Instituții
În comună se găsesc: o școală gimnazială, în satul Șendreni, o școală primară, în Movileni, o școală primară, în satul Șerbestii Vechi. Societăți comerciale importante cu sediul și puncte de lucru in satul Șendreni sunt: Agromec SA, Prollcef SA, Silvamod SRL, Nartema SRL.

## Demografie
Componența etnică a comunei Șendreni
     Români (90,31%)
     Alte etnii (0,22%)
     Necunoscută (9,48%)
Componența confesională a comunei Șendreni
     Ortodocși (86,22%)
     Penticostali (1,28%)
     Alte religii (2,19%)
     Necunoscută (10,31%)
Conform recensământului efectuat în 2021, populația comunei Șendreni se ridică la 5.065 de locuitori, în creștere față de recensământul anterior din 2011, când fuseseră înregistrați 3.641 de locuitori. Majoritatea locuitorilor sunt români (90,31%), iar pentru 9,48% nu se cunoaște apartenența etnică. Din punct de vedere confesional, majoritatea locuitorilor sunt ortodocși (86,22%), cu o minoritate de penticostali (1,28%), iar pentru 10,31% nu se cunoaște apartenența confesională.

## Politică și administrație
Comuna Șendreni este administrată de un primar și un consiliu local compus din 15 consilieri. Primarul, Zamfira Burlacu[*], de la Partidul Social Democrat, este în funcție din octombrie 2020. Începând cu alegerile locale din 2024, consiliul local are următoarea componență pe partide politice:
|  | Partid                          | Consilieri | Componența Consiliului | Componența Consiliului | Componența Consiliului | Componența Consiliului | Componența Consiliului | Componența Consiliului | Componența Consiliului | Componența Consiliului |
|  | ------------------------------- | ---------- | ---------------------- | ---------------------- | ---------------------- | ---------------------- | ---------------------- | ---------------------- | ---------------------- | ---------------------- |
|  | Partidul Social Democrat        | 8          |                        |                        |                        |                        |                        |                        |                        |                        |
|  | Alianța Dreapta Unită           | 3          |                        |                        |                        |                        |                        |                        |                        |                        |
|  | Partidul Național Liberal       | 3          |                        |                        |                        |                        |                        |                        |                        |                        |
|  | Alianța pentru Unirea Românilor | 1          |                        |                        |                        |                        |                        |                        |                        |                        |